# Coryphopterus alloides
Coryphopterus alloides är en fiskart som beskrevs av Böhlke och Robins, 1960. Coryphopterus alloides ingår i släktet Coryphopterus och familjen smörbultsfiskar. Inga underarter finns listade i Catalogue of Life.